# 天道日女命
天道日女命 (あめのみちひめのみこと) は、古事記、日本書紀には表記がないが、先代旧事本紀、先代旧事本紀大成経(せんだいくじほんきたいせいきょう)や、尾張氏系図に現れる女神。

## 概要
父は、先代旧事本紀大成経では、神皇産霊尊(かみむすびのみこと)。尾張氏系図では、大己貴神(おおなむちのかみ)。先代旧事本紀大成経に従うと、天津神、尾張氏系図に従うと、国津神となる。先代旧事本紀大成経は、偽書とされているが、名前が「天」から始まるので天津神の方が可能性は高い。
夫は、天火明命(あめのほあかりのみこと)。別名、饒速日命(にぎはやひのみこと)。
子は、天香山命(あめのかごやまのみこと)で、越後国一宮の彌彦神社の祭神。
天香山命の異母弟に、石見国一宮の物部神社の祭神の宇摩志麻遅命(うましまぢのみこと)、別名、可美真手命(うましまでのみこと)がいる。

## 祀る神社
- 青衾(あおぶすま/あおふすま)神社(名古屋市)
- 鶴岡八幡神社(西条市)
- 櫛玉比賣命神社